# As the Flower Withers
As the Flower Withers è il primo LP della Doom metal band inglese My Dying Bride.

## Il disco
Le liriche proposte da Aaron Stainthorpe sono certamente elaborate, e spaziano dalle invocazioni in latino di Sear Me, alle epiche battaglie fra Dio e la natura di The Return of the Beautiful. Frasi come 
 o come 
 sono tipiche della stravaganza poetiche che Stainthorpe esprime nei testi delle canzoni.
Cercando di generalizzare, il sound espresso dalla maggior parte dei brani del disco è un Doom death metal tradizionale, costellato da growl, tempi lenti, chitarre estremamente distorte e, in alcuni passaggi, spezzato da intermezzi di tastiera o violino (come in The Bitterness And The Bereavement e in The Return of the Beautiful), ma si differenzia dalla maggior parte di album del genere per le ripartenze veloci di certi passaggi, e soprattutto della canzone The Forever People
As the Flower Withers è uno dei dischi che ha permesso l'affermazione del doom metal e, in particolare, del doom death metal, nel periodo in cui anche i Paradise Lost e gli Anathema davano il loro contributo a far uscire dall'underground musicale, un genere così particolare e peculiare.

## Tracce
1. Silent Dance – 2:00
2. Sear Me – 9:00
3. The Forever People – 4:03
4. The Bitterness and the Bereavement – 7:28
5. Vast Choirs – 8:09
6. The Return of the Beautiful – 12:45
7. Erotic Literature – 5:05

## Formazione
- Aaron Stainthorpe - voce
- Andrew Craighan - chitarra
- Calvin Robertshaw - chitarra
- Adrian Jackson - basso
- Rick Miah - batteria
- Martin Powell - violino
- Wolfgang Bremmer - corno